# Pseudotyphlopasilia
Pseudotiflopasilia é um género de besouro pertencente à família Staphylinidae.
Espécies:
- Pseudotyphlopasilia anophthalma (Bernhauer, 1903)
- Pseudotyphlopasilia coeca (Eppelsheim, 1878)